# Зброславице (гмина)
Зброславице (пол. Zbrosławice) — сельская гмина (волость) в Польше, входит как административная единица в Тарногурский повет, Силезское воеводство. Население — 15 626 человек (на 2004 год).

## Демография
| Перепись                       | Всего   | Всего | Женщины | Женщины | Мужчины | Мужчины |
| ------------------------------ | ------- | ----- | ------- | ------- | ------- | ------- |
| Единицы                        | человек | %     | человек | %       | человек | %       |
| Население                      | 15 626  | 100   | 7772    | 49,7    | 7854    | 50,3    |
| Плотность населения (чел./км²) | 105,1   | 105,1 | 52,3    | 52,3    | 52,8    | 52,8    |

## Солецтва
1. Бонёвице
2. Вешова
3. Вильковице
4. Завада
5. Зброславице — центр гмины
6. Земенцице
7. Каменец
8. Карховице
9. Копеница
10. Ксенжы-Ляс
11. Лубе
12. Лубки
13. Лярышув
14. Медары
15. Птаковице
16. Пшезхлебе
17. Свентошовице
18. Чеканув
19. Шалша
20. Ясёна
21. Яськовице